# 재클린 매키니스 우드
재클린 매키니스 우드(영어: Jacqueline MacInnes Wood, 1987년 4월 17일 ~ )는 캐나다의 배우이다. 영화 《파이널 데스티네이션 5》의 올리비아 역으로 출연하였다.

## 출연작

### 영화
- 파이널 데스티네이션 5(2011) - 올리비아 캐슬

### 드라마
- 애로우: 어둠의 기사(2012) 시즌1 1화 - 세라 랜스
- 더 볼드 앤 더 뷰티풀 - 실비 포레스터